# أندريا بيجلي
أندريا بيجلي (بالإنجليزية: Andrea Begley) هي مغنية وموسيقية بريطانية، ولدت في 15 يناير 1986 في Pomeroy, County Tyrone ‏ في المملكة المتحدة.

## وصلات خارجية
- الموقع الرسمي
- أندريا بيجلي على موقع IMDb (الإنجليزية)
- أندريا بيجلي على موقع ميوزك برينز (الإنجليزية)
- أندريا بيجلي على موقع أول ميوزيك (الإنجليزية)